# Teizam
Teizam (gr. θεός  theós Bog) odnosi se u užem smislu na vjerovanje u postojanje Boga koji je stvoritelj svijeta i vlada nad svim. Teizam u širem smislu uključuje i deizam kao i politeizam. Katkad se usredotočuje na naravnu teologiju, pa se doživljava kao filozofski temelj za teologiju zasnovanu na objavi. 

## Teističke vjeroispovjesti
Teističke religije su među ostalim
- Kršćanstvo
- Islam
- Judaizam
- Hinduizam
- Baha'i

## Vanjske poveznice
- Richard G. Swinburne, The Justification of Theism (engl.)